# Luci Bacil·le
Luci Bacil·le (en llatí Lucius Bacillus) va ser un militar romà del segle i aC. Durant la batalla de la Porta Col·lina va lluitar a les ordres de Luci Corneli Sul·la, prenent Roma per l'Esquilí i aconseguint la fugida de Gai Mari.
Va ser pretor romà l'any 45 aC, però Juli Cèsar no li va voler assignar cap província i li va voler pagar una quantitat de diners. Indignat, Bacil·le es va suïcidar deixant de menjar. Segurament és el mateix que Ciceró esmenta com Babullius (Babul·li).